# برنامج الفضاء الأسترالي
البرنامج الفضائي الأسترالي رغم عدم وجود وكالة فضائية مختصة فان أستراليا قطعت أشواطا هامة في مجال غزو الفضاء بإمكانياتها وبإمكانيات أوروبية وأمريكية
في سنة 1947 اقامت أستراليا أول محطة للإطلاق الصواريخ إلى الفضاء في ووميرا في أستراليا الجنوبية بالتعاون مع بريطانيا وقد أصبح هذا الموقع ثاني محطة نشطة في العالم بعد محطة كيب كانافيرال في فلوريدا
ان أول صاروخ مداري أطلق من هذه المحطة في 1947 كما تم إطلاق الصاروخين الفضائيين Skylark وBlack Knight في 1957 و1958
في 1960 أنشأت الناسا بالقرب من كانبيرا Deep Space Network وهي محطة اتصالات فضائية للتواص بيتن الأرض والمركبات الفضائية وخاصة صواريخ برنامج أبولو.
كما أن مرصد باركس Parkes الأسترالي هو الذي مكن من بث الصور التلفريونية المرسلة من القمر من طرف ابولو 11
في 1960 استلمت أستراليا معدات من بريطانيا لتدشين العصر الفضائي
ففي هذه السنة أطلقت بريطانيا من محطة ووميرا صواريخها Blue Streak وBlack Arrow
كل إطلاقات الصاروخ أوروبا الأوروبي ماعدا الأخير تم إطلاقها من محطة ووميرا بين 1964 و1970

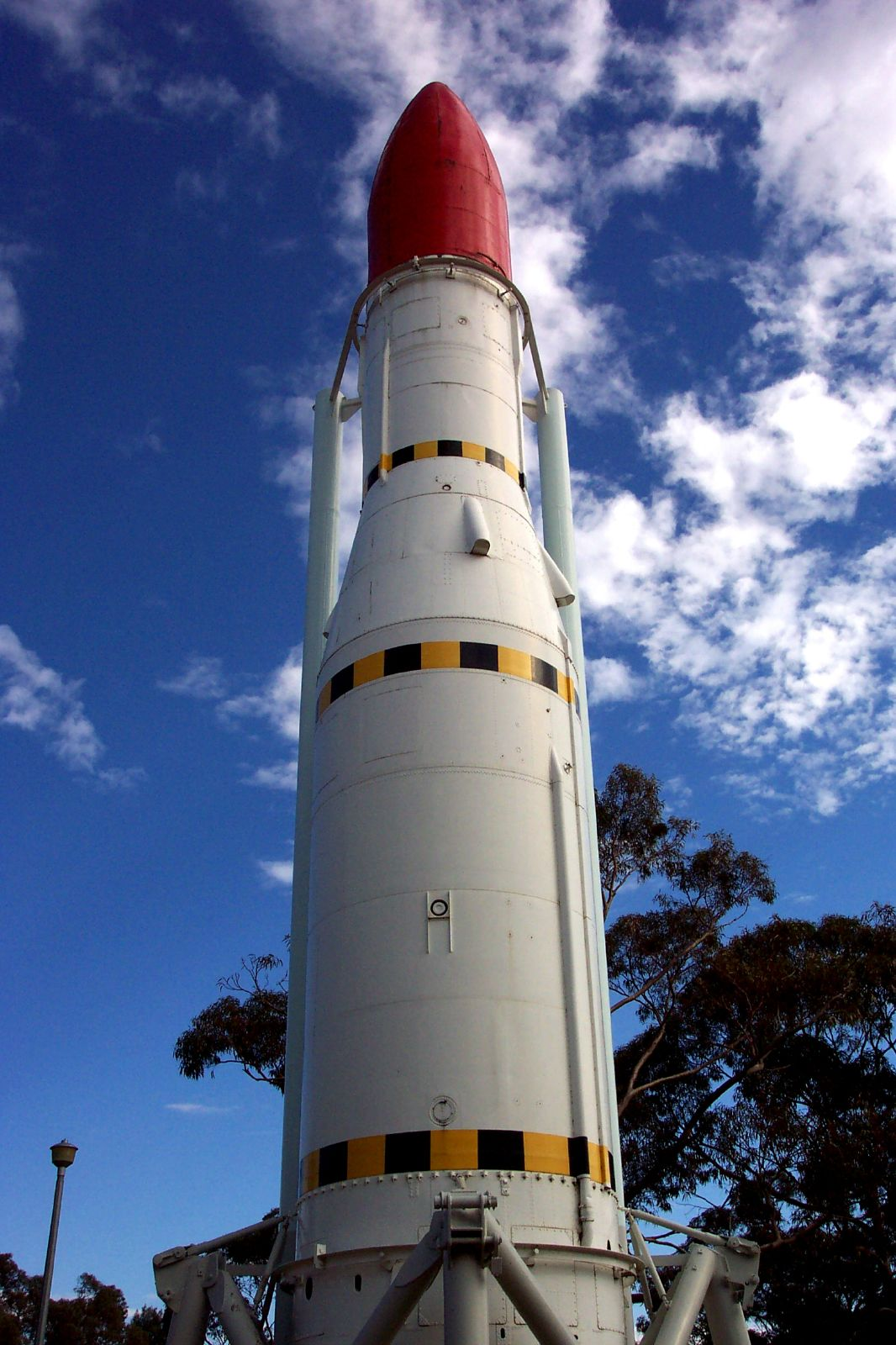
المطلق الفضائي Black Arrow وهو معروض في محطة ووميرا لإطلاق الصواريخ

في 1967 قام المطلق اسبارطا وهو نسخة معدلة من الصاروخ Redstone ومن محطة ووميرا بإطلاق WRESAT-1 وهو أول قمر صناعي من صنع أسترالي بمبادرة من مركز بحوث الاسلحة الأسترالي Australian Weapons Research وجامعة اديلاييد
وبذلك تصبح أستراليارابع دولة في العالم ترسل أقمار صناعية إلى الفضاء.
قامت الولايات وأوروبا المتحدة ببناء منشآت ذات علاقة بالفضاء في أستراليا
كما شارك عدد من الأستراليين في الرحلات الفضائية المختلفة
ابتداء من 1970 بدات أستراليا تتراجع عن برنامجها الفضائي وأصبحت الإطلاقات الفضائية الوطنية والأجنبية متباعدة رغم بروز مجموعة AUSROC وهي مجموعة تجارية وعلمية لخدمات الفضاء
رفضت الهيئات السياسية في أستراليا إعادة احياء البرنامج الفضائي الأسترالي رغم مطالب الجهاز السياسي الإداري
أما المنظمات الإدارية والعلمية التي لها اهتمام بالشأن الفضائي فهي:
- هيئة البحوث الأسترالية - Commonwealth Scientific and Industrial Research Organisation والتي لها فرع فلكي وفرع فضائي وقد ساهمت هذه المنظمة في اكتشافات علمية وصناعية هامة دفعت بالغزو الفضائي إلى الامام
- الجامعة الأسترالية الوطنية Australian National University وجامعات أخرى تبحث في مجال التكنولوجيا الفضائية
-معهد البحوث الفضائية الأسترالي Australian Space Research Institute وهو هيئة من المتطوعين تبحث في مجال الفضاء بالتعاون مع الجامعات الأسترالية
في 2000 انتج الأسترالي Rob Sitch فيلم الهوائي (The Dish)حول مرصد باركس ومشاركته في البث التلفزيوني لأبولو 11 من القمر. ·  · .

## مشاريع فضائية أخرى
البرنامج الفضائي العراقي
البرنامج الفضائي السوري
البرنامج الفضائي المصري
البرنامج الفضائي السعودي
البرنامج الفضائي الإماراتي
البرنامج الفضائي الجزائري
البرنامج الفضائي المغربي
البرنامج الفضائي الإسرائيلي
البرنامج الفضائي الإيراني
البرنامج الفضائي التركي
البرنامج الفضائي الهندي
البرنامج الفضائي الباكستاني
البرنامج الفضائي الاندونيسي
البرنامج الفضائي الماليزي
البرنامج الفضائي السنغافوري
البرنامج الفضائي التايواني
البرنامج الفضائي الفيتنامي
البرنامج الفضائي التايلاندي
البرنامج الفضائي الأمريكي
البرنامج الفضائي السوفيتي
البرنامج الفضائي البلغاري
البرنامج الفضائي الأوكراني
البرنامج الفضائي البريطاني
البرنامج الفضائي الدانماركي
البرنامج الفضائي النرويجي
البرنامج الفضائي السويدي
البرنامج الفضائي الفلندي
البرنامج الفضائي الألماني
البرنامج الفضائي النمساوي
البرنامج الفضائي المجري
البرنامج الفضائي الإيطالي
البرنامج الفضائي الإسباني
البرنامج الفضائي الصيني
البرنامج الفضائي الياباني
البرنامج الفضائي الكوري الجنوبي
البرنامج الفضائي الكوري الشمالي
مقارنة بين البرامج الفضائية الآسيوية (بالإنجليزية)

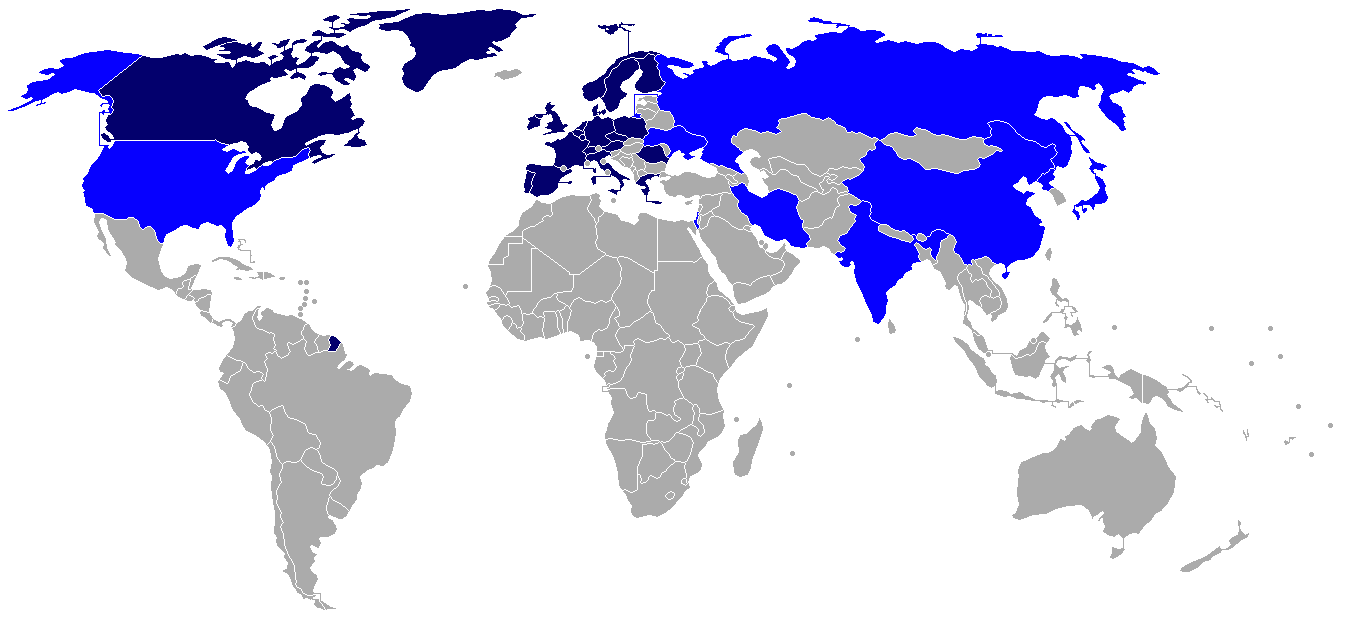
دول قادرة على إطلاق صواريخ إلى الفضاء

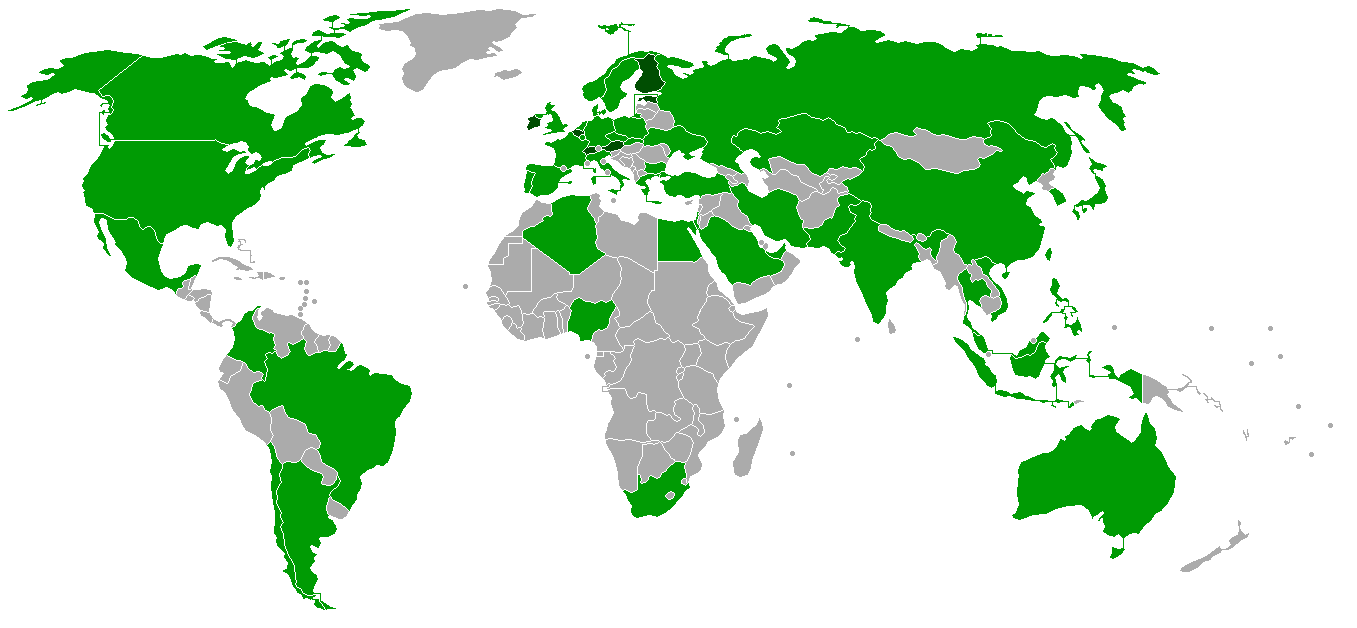
خريطة الدول التي لها الإمكانيات لإطلاق اقمار صناعية

البرنامج الفضائي الكندي
البرنامج الفضائي الجنوب أفريقي
البرنامج الفضائي الأرجنتيني
البرنامج الفضائي البرازيلي
البرنامج الفضائي الفنزويلي
البرنامج الفضائي المكسيكي
البرنامج الفضائي النيجيرياني
البرنامج الفضائي التونسي